# Сюн, Вэй
Вэй Сюн (англ. Wei Xiong) — американский экономист, профессор экономики, Трамбалл-Адамс профессор финансов в Центре финансов Бендхейма при Принстонском университете, автор Мандаринской модели роста.

## Биография
В 1993 году получил степень бакалавра наук (B.S.) по физике в Научно-техническом университете Китая. В 1995 году удостоен магистерской степени (M.A.) по физике в Колумбийском университете. В 2001 году, защитив докторскую диссертацию по финансам, был удостоен звания доктора наук (Ph.D.) в Университете Дьюка.
Свою преподавательскую деятельность начал в должности ассистента профессора по экономике в Принстонском университете в 2000—2006 годах. С 2007 года занимает должность профессора экономики в Принстонском университете. А с 2014 года — Трамбалл-Адамс профессор финансов в Центре финансов Бендхейма при Принстонском университете.
Кроме того является научным сотрудником Национального бюро экономических исследований с 2005 года, академическим деканом Школы управления и экономики Китайского университета Гонконга, Шэньчжэнь (филиал Китайского университета Гонконга) с 2015 года, соредактором журнала «The Journal of Finance» с 2016 года.

## Вклад в науку
В 2018 году опубликовал своё исследование «Мандаринская модель роста», описав в ней модель экономического роста Китайской народной республики.

## Награды
За свои достижения был неоднократно удостоен рядом наград:
- 2000 — европейский тур от журнала «The Review of Economic Studies[англ.]»;
- 2001 — приз Роджера Мюррей от «Q-групп»;
- 2006 — премия «Standard Life Investments Finance» за лучший доклад Европейского института корпоративного управления (ECGI);
- 2006 — исследовательский грант от «Q-групп»;
- 2011—2013 — грант от Фонда Смита Ричардсона[англ.] за исследование «Финансовые инновации на сырьевых рынках»;
- 2012 — премия Смита Бридена[англ.] (первый приз) от Американской финансовой ассоциации[англ.] за лучшую статью по рынку капитала, опубликованной в журнале «The Journal of Finance[англ.]»;
- 2013 — премия NASDAQ OMX Group за лучшую статью по ценообразованию активов от Западной финансовой ассоциации[англ.];
- 2014 — премия «Sun Yefang Financial Innovation» от Фонда Sun Yefang;
- 2018 — приз Китайской экономики.